# Arthroleptis poecilonotus
Arthroleptis poecilonotus és una espècie de granota que viu a Benín, Camerun, República del Congo, República Democràtica del Congo, Costa d'Ivori, Guinea Equatorial, el Gabon, Ghana, Guinea, Guinea Bissau, Libèria, Nigèria, Uganda i, possiblement també, a la República Centreafricana, Sierra Leone, el Sudan i Togo.